# Carlos Botto Vallarino
Carlos Botto Vallarino (født 4. november 1923 i Viña del Mar, død 27. juni 2004 i Santiago de Chile, Chile) var en chilensk komponist, professor, pianist, rektor og lærer.
Vallarino studerede komposition og klaver på det Nationale Musikkonservatorium i Santiago (1948-1953) hos Gustavo Becerra, Domingo Santa-Cruz-Wilson og Juan Orrego-Salas. Han studerede komposition videre i USA på Juilliard School of Music hos Luigi Dallapiccola. Vallarino har skrevet orkesterværker, kammermusik, sonater, kvartetter etc. Han var rektor på det Nationale Musikkonservatorium i Santiago (1961-1968) og var senere professor og lærer i klaver på det Pavelige Katolske Universitet i Chile (1968-1970) og den Moderne Musikskole i Santiago (1990-1996). Vallarino modtog flere priser, feks Charles Ives-prisen (1993).

## Udvalgte værker
- Partita - for orkester
- "Variationer" for klaver